# 普恰尼
49°20′59″N 24°2′9″E / 49.34972°N 24.03583°E
普恰尼（烏克蘭語：Пчани），是烏克蘭西部的村莊，隸屬利維夫州的斯特雷區。該村面積1.71平方公里，海拔高度262米，2001年人口663，人口密度每平方公里387.72人。